# Vignoux-sur-Barangeon
Vignoux-sur-Barangeon est une commune française située dans le département du Cher, en région Centre-Val de Loire.

## Géographie

### Climat
Pour des articles plus généraux, voir Climat du Centre-Val de Loire et Climat du Cher.
En 2010, le climat de la commune est de type climat océanique dégradé des plaines du Centre et du Nord, selon une étude du CNRS s'appuyant sur une série de données couvrant la période 1971-2000. En 2020, Météo-France publie une typologie des climats de la France métropolitaine dans laquelle la commune est exposée à un climat océanique altéré et est dans la région climatique  Centre et contreforts nord du Massif Central, caractérisée par un air sec en été et un bon ensoleillement. 
Pour la période 1971-2000, la température annuelle moyenne est de 11,1 °C, avec une amplitude thermique annuelle de 15,2 °C. Le cumul annuel moyen de précipitations est de 722 mm, avec 11,3 jours de précipitations en janvier et 7,1 jours en juillet. Pour la période 1991-2020, la température moyenne annuelle observée sur la station météorologique la plus proche, située sur la commune de Quincy à 8 km à vol d'oiseau, est de 12,1 °C et le cumul annuel moyen de précipitations est de 735,0 mm,. Pour l'avenir, les paramètres climatiques de la commune estimés pour 2050 selon différents scénarios d'émission de gaz à effet de serre sont consultables sur un site dédié publié par Météo-France en novembre 2022.

## Urbanisme

### Typologie
Au 1er janvier 2024, Vignoux-sur-Barangeon est catégorisée commune rurale à habitat dispersé, selon la nouvelle grille communale de densité à 7 niveaux définie par l'Insee en 2022.
Elle est située hors unité urbaine. Par ailleurs la commune fait partie de l'aire d'attraction de Bourges, dont elle est une commune de la couronne,. Cette aire, qui regroupe 111 communes, est catégorisée dans les aires de 50 000 à moins de 200 000 habitants,.

### Occupation des sols
L'occupation des sols de la commune, telle qu'elle ressort de la base de données européenne d’occupation biophysique des sols Corine Land Cover (CLC), est marquée par l'importance des territoires agricoles (49,4 % en 2018), en diminution par rapport à 1990 (53 %). La répartition détaillée en 2018 est la suivante : 
forêts (44,8 %), prairies (26,4 %), zones agricoles hétérogènes (13 %), terres arables (10 %), zones urbanisées (5,8 %).
L'évolution de l’occupation des sols de la commune et de ses infrastructures peut être observée sur les différentes représentations cartographiques du territoire : la carte de Cassini (XVIIIe siècle), la carte d'état-major (1820-1866) et les cartes ou photos aériennes de l'IGN pour la période actuelle (1950 à aujourd'hui).

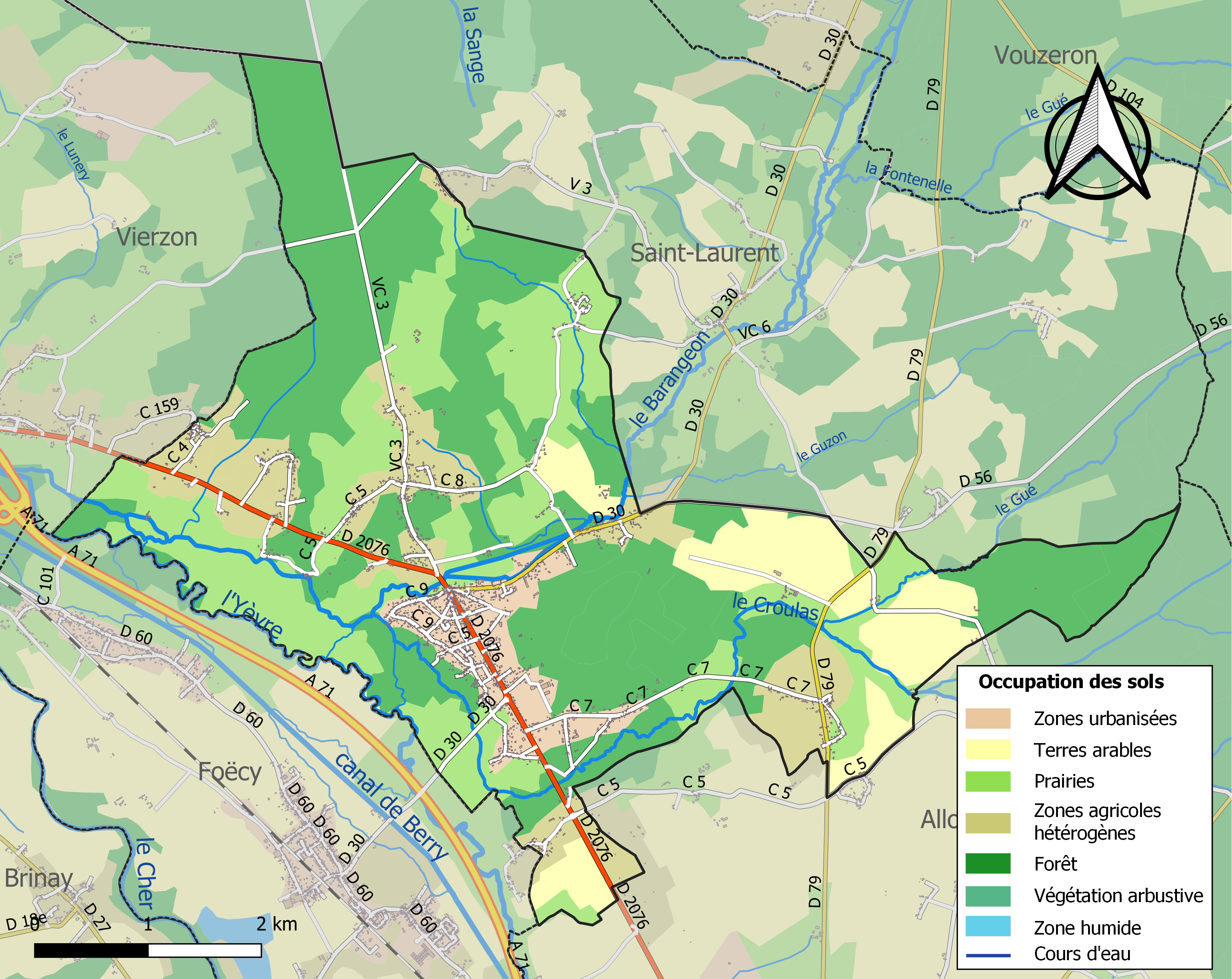
Carte des infrastructures et de l'occupation des sols de la commune en 2018 (CLC).

### Risques majeurs
Le territoire de la commune de Vignoux-sur-Barangeon est vulnérable à différents aléas naturels : météorologiques (tempête, orage, neige, grand froid, canicule ou sécheresse), inondations, feux de forêts, mouvements de terrains et séisme (sismicité faible). Il est également exposé à un risque technologique,  le transport de matières dangereuses. Un site publié par le BRGM permet d'évaluer simplement et rapidement les risques d'un bien localisé soit par son adresse soit par le numéro de sa parcelle.

#### Risques naturels
Certaines parties du territoire communal sont susceptibles d’être affectées par le risque d’inondation par débordement de cours d'eau, notamment l'Yèvre, le Barangeon et le Croulas. La commune a été reconnue en état de catastrophe naturelle au titre des dommages causés par les inondations et coulées de boue survenues en 1982, 1988, 1999 et 2016,.
Le département du Cher est moins exposé au risque de feux de forêts que le pourtour méditerranéen ou le golfe de Gascogne. Néanmoins la forêt occupe près du quart du département et certaines communes sont très vulnérables, notamment les communes de Sologne dont fait partie Vignoux-sur-Barangeon. Il est ainsi défendu aux propriétaires de la commune et à leurs ayants droit de porter ou d’allumer du feu dans l'intérieur et à une distance de 200 mètres des bois, forêts, plantations, reboisements ainsi que des landes. L’écobuage est également interdit, ainsi que les feux de type méchouis et barbecues, à l’exception de ceux prévus dans des installations fixes (non situées sous couvert d'arbres) constituant une dépendance d'habitation.

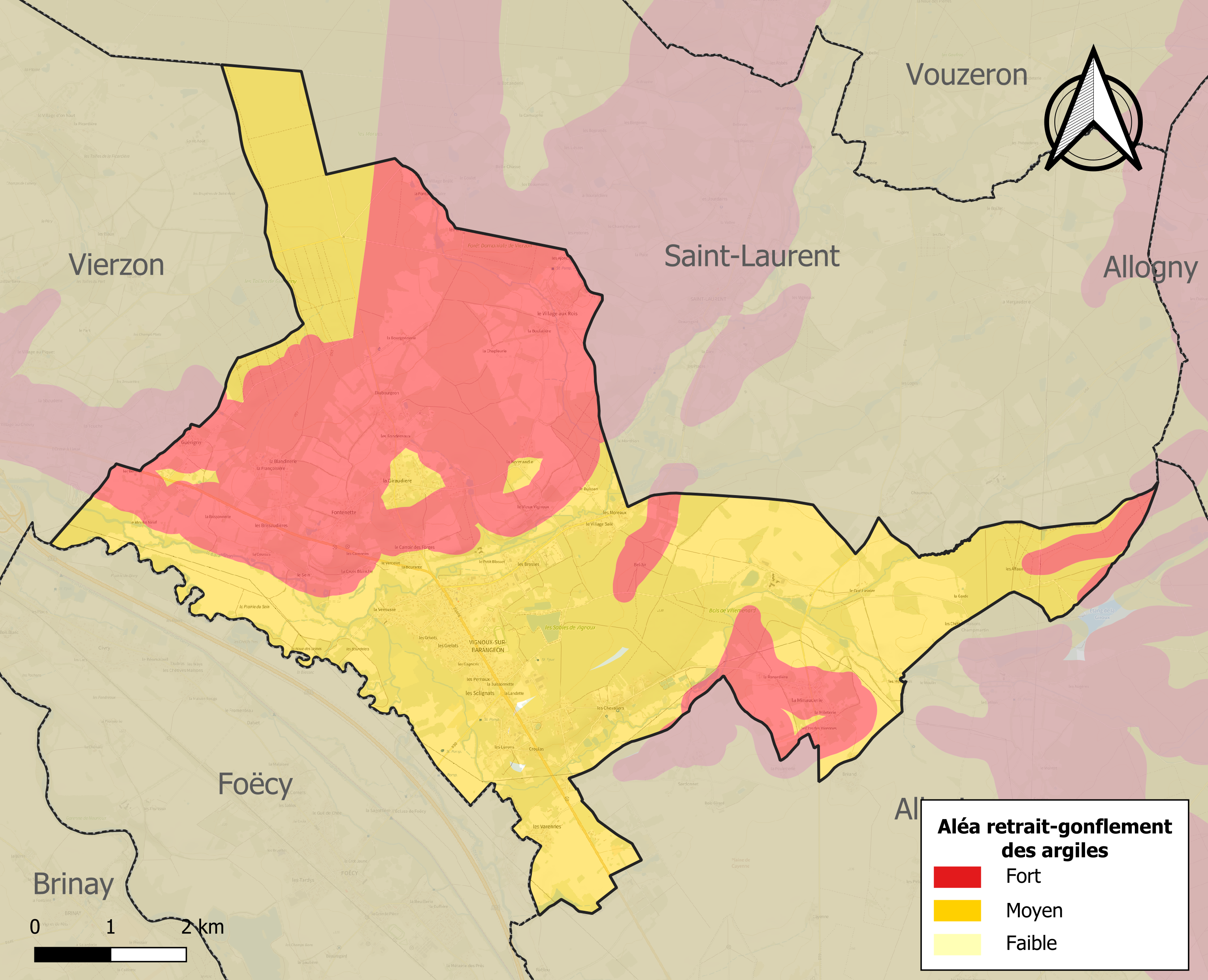
Carte des zones d'aléa retrait-gonflement des sols argileux de Vignoux-sur-Barangeon.

La commune est vulnérable au risque de mouvements de terrains constitué principalement du retrait-gonflement des sols argileux. Cet aléa est susceptible d'engendrer des dommages importants aux bâtiments en cas d’alternance de périodes de sécheresse et de pluie. 99,9 % de la superficie communale est en aléa moyen ou fort (90 % au niveau départemental et 48,5 % au niveau national). Sur les 1 028 bâtiments dénombrés sur la commune en 2019, 1027 sont en aléa moyen ou fort, soit 100 %, à comparer aux 83 % au niveau départemental et 54 % au niveau national. Une cartographie de l'exposition du territoire national au retrait gonflement des sols argileux est disponible sur le site du BRGM,.
Concernant les mouvements de terrains, la commune a été reconnue en état de catastrophe naturelle au titre des dommages causés par la sécheresse en 1989, 1991, 1993, 2011, 2018 et 2019 et par des mouvements de terrain en 1999.

#### Risques technologiques
Le risque de transport de matières dangereuses sur la commune est lié à sa traversée par des infrastructures routières ou ferroviaires importantes ou la présence d'une canalisation de transport d'hydrocarbures. Un accident se produisant sur de telles infrastructures est en effet susceptible d’avoir des effets graves au bâti ou aux personnes jusqu’à 350 m, selon la nature du matériau transporté. Des dispositions d’urbanisme peuvent être préconisées en conséquence.

## Toponymie
Du latin vinea (« vignoble ») avec le gaulois ialo (« clairière, défrichement, champ »).[réf. nécessaire]

## Histoire
En 1332, à la suite d'un conflit entre Robert d'Artois, sire de Mehun-sur-Yévre, qui possède à l'époque Vignoux-sur-Barangeon et le roi Philippe VI, Vignoux est rattaché au domaine royal et ses habitants bénéficient d'une charte d’affranchissement.

## Politique et administration

### Rattachements administratifs et électoraux
La commune se trouve dans le département du Cher et, depuis 1984, dans l'arrondissement de Vierzon. Pour l'élection des députés, elle fait partie depuis 1988 de la deuxième circonscription du Cher.
la commune faisait partie de 1801 à 1973 du canton de Vierzon, année où celui-ci est scindé et la commune rattachée| au canton de Vierzon-2. Dans le cadre du redécoupage cantonal de 2014 en France, elle fait désormais partie du canton de Saint-Martin-d'Auxigny.

### Intercommunalité
La commune faisait partie de la communauté de communes les Villages de la Forêt, créée en 1999.
Cette intercommunalité a fusionné avec sa voisine pour former, le 1er janvier 2020, la communauté de communes Vierzon-Sologne-Berry et Villages de la Forêt dont la commune est désormais membre.

### Tendances politiques et résultats
À la suite de la démission de nombreux conseillers municipaux, des élections municipales partielles sont organisées en avril 2016 et se concluent par la réélection du maire sortant, Philippe Bulteau.

### Liste des maires
| Période    | Période  | Identité                  | Étiquette | Qualité             |
| ---------- | -------- | ------------------------- | --------- | ------------------- |
| 1793       | 1796     | François Dutar            |           |                     |
| 1796       | 1799     | Jean Lebret               |           |                     |
| 1799       | 1802     | Jean Louis                |           |                     |
| 1802       | 1816     | Jean Lebret               |           |                     |
| 1816       | 1847     | François Pereau           |           |                     |
| 1847       | 1848     | Jean Baptiste Barat       |           |                     |
| 1848       | 1854     | Victor Bataillé           |           |                     |
| 1854       | 1870     | Raoul Comte de Villemotte |           |                     |
| 1870       | 1874     | Victor Bataillé           |           |                     |
| 1874       | 1878     | Vicomte de Gallbbey       |           |                     |
| 1878       | 1892     | Paul Gautier              |           |                     |
| 1892       | 1894     | Ernest Chat               |           |                     |
| 1894       | 1901     | Pierre Terminet-Bonneval  |           |                     |
| 1901       | 1908     | Albert Turquet            |           |                     |
| 1908       | 1919     | Louis Lebret              |           |                     |
| 1919       | 1935     | Arthur Paimbœuf           |           |                     |
| 1935       | 1945     | Victor Sabin              |           |                     |
| 1945       | 1946     | Émile Berlot              |           |                     |
| 1946       | 1959     | Louis Bellis              |           |                     |
| 1959       | 1971     | Georges Papillon          |           |                     |
| 1971       | 1989     | Marcel Bellis             |           |                     |
| 1989       | 1995     | Jean Durel                |           |                     |
| 1995       | 2014     | Marc Delas                | DVG       |                     |
| avril 2016 | En cours | Philippe Bulteau,         |           | Profession libérale |

## Démographie
L'évolution du nombre d'habitants est connue à travers les recensements de la population effectués dans la commune depuis 1793. Pour les communes de moins de 10 000 habitants, une enquête de recensement portant sur toute la population est réalisée tous les cinq ans, les populations de référence des années intermédiaires étant quant à elles estimées par interpolation ou extrapolation. Pour la commune, le premier recensement exhaustif entrant dans le cadre du nouveau dispositif a été réalisé en 2007.

En 2022, la commune comptait 2 061 habitants, en évolution de −3,24 % par rapport à 2016 (Cher : −2,48 %, France hors Mayotte : +2,11 %).
| 1793  | 1800  | 1806  | 1821  | 1831  | 1836  | 1841  | 1846  | 1851  |
| ----- | ----- | ----- | ----- | ----- | ----- | ----- | ----- | ----- |
| 1 001 | 1 029 | 1 002 | 1 071 | 1 075 | 1 452 | 1 224 | 1 294 | 1 284 |

| 1856  | 1861  | 1866  | 1872  | 1876  | 1881  | 1886  | 1891  | 1896  |
| ----- | ----- | ----- | ----- | ----- | ----- | ----- | ----- | ----- |
| 1 304 | 1 281 | 1 336 | 1 337 | 1 417 | 1 436 | 1 474 | 1 447 | 1 376 |

| 1901  | 1906  | 1911  | 1921  | 1926  | 1931  | 1936  | 1946  | 1954  |
| ----- | ----- | ----- | ----- | ----- | ----- | ----- | ----- | ----- |
| 1 261 | 1 168 | 1 136 | 1 038 | 1 073 | 1 071 | 1 081 | 1 105 | 1 046 |

| 1962  | 1968  | 1975  | 1982  | 1990  | 1999  | 2006  | 2007  | 2012  |
| ----- | ----- | ----- | ----- | ----- | ----- | ----- | ----- | ----- |
| 1 036 | 1 042 | 1 106 | 1 503 | 1 844 | 1 885 | 2 020 | 2 042 | 2 144 |

| 2017  | 2022  | - | - | - | - | - | - | - |
| ----- | ----- | - | - | - | - | - | - | - |
| 2 119 | 2 061 | - | - | - | - | - | - | - |

## Culture locale et patrimoine

### Lieux et monuments
- Château de Blosset. Les façades, côtés et toitures des parties subsistantes du château du Blosset, la chaussée reliant la basse-cour de l’entrée, lieu-dit l’Enclos du Château, au château, ainsi que les 2 ponts qu’elle rencontre, et la place de la basse-cour de l’entrée, sont inscrits sur l’inventaire supplémentaire des monuments historiques : arrêté du 19 décembre 1995[28]. 
Adam Fumée, premier médecin du roi de France Charles VII, a l'honneur de le recevoir au château[29]. En 1838, le domaine est acheté par Monsieur De Villemotte. Pendant la guerre de 1870, le château sert d’hôpital militaire[30].
- Église de l’Immaculée conception : on ne connait pas sa date de construction, mais elle est documentée dès 1070. Avant sa démolition en 1855, elle abritait quelques blasons des seigneurs de Bourdeille[31].

### Personnalités liées à la commune
- Jacques Thoret (1737-1820), député du tiers état de mars 1789 à septembre 1791, né sur la commune.
- Louis Béguin (1911-1944), résistant français, Compagnon de la Libération[32], Mort pour la France le 8 mai 1944 à San Ambrosio (Italie), y est né.
- Jean Graczyk (1933-2004), coureur cycliste français, y est décédé.
- Charlotte Bilbault (1990-), footballeuse française, a été formée au club de football de Vignoux-sur-Barangeon (CSV Football).

### Héraldique
|  | Les armoiries de Vignoux-sur-Barangeon se blasonnent ainsi : D’argent au cep de vigne de sinople, fruité de gueules, entourant un échalas de sable et soutenu d’une divise ondée d’azur. |